# Cuisine de campagne

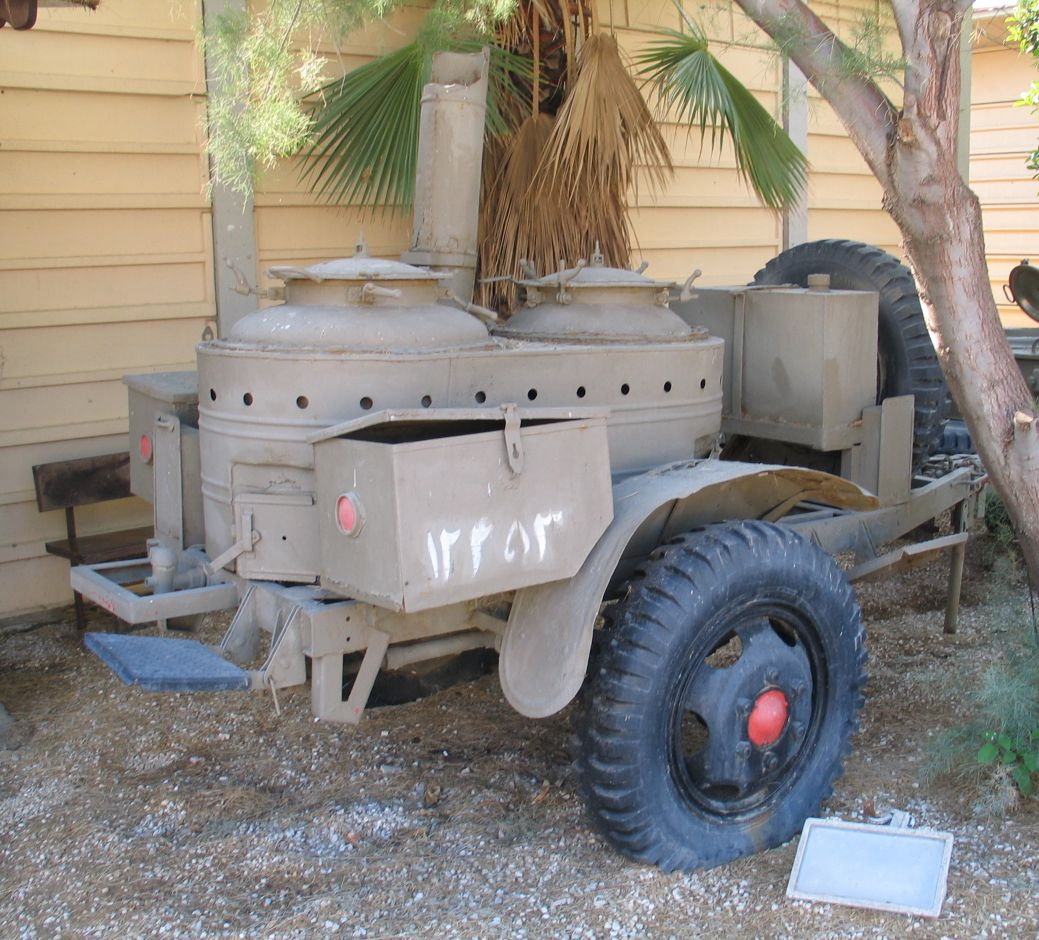
Cuisine de campagne soviétique de 1949 au Musée de Batey ha-Osef, à Tel-Aviv, en Israël

Une cuisine de campagne ou cuisine roulante est une cuisine mobile utilisée notamment par les unités militaires pour fournir des plats chauds aux troupes près de la ligne de front ou dans les campements temporaires.

## Description

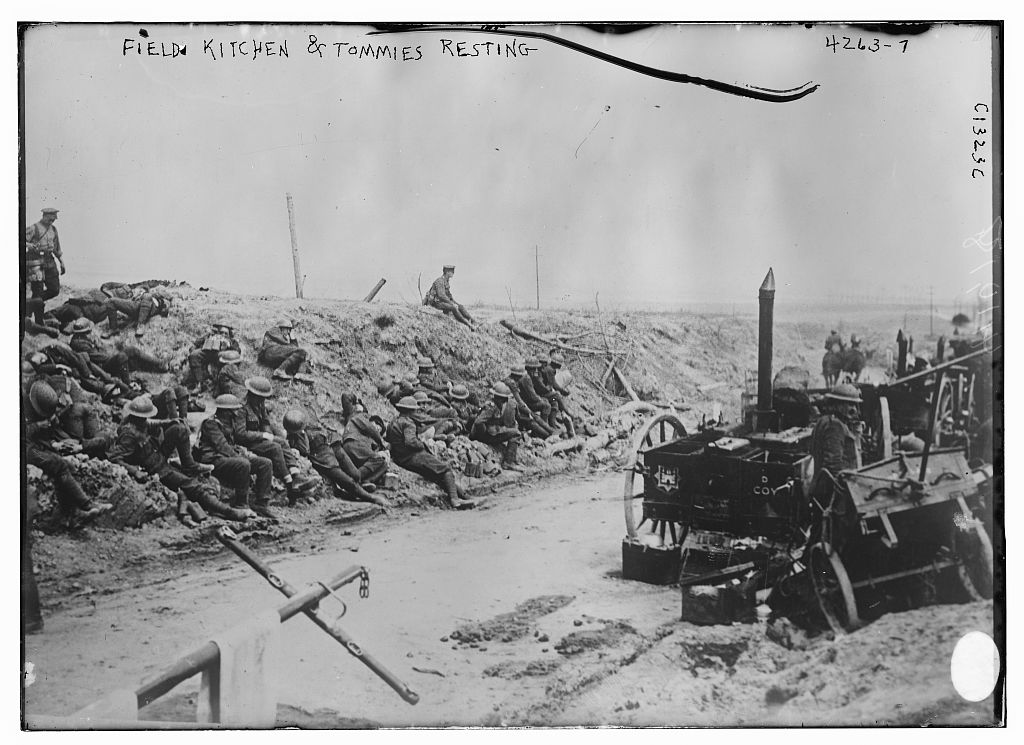
Cuisines de campagne et soldats britanniques au repos

Les premières cuisines de campagne ont été portées dans des wagons à quatre roues par les unités militaires dans les campagnes tout au long de l'histoire. Effectivement, cette méthode d'alimenter un large groupe de personnes en voyage est couramment utilisé, tel que le wagon piste dans la fin du XIXe siècle, dans lequel l'Amérique du Nord utilisait le chariot bâché. Au XXe siècle, des petites remorques à 2 roues deviennent rapidement communs, notamment avec l'invention du voyage à la locomotive. Les cuisines de campagne sont couramment appelées avec des surnoms affectifs.
Karl Rudolf Fissler de Idar-Oberstein, a inventé une cuisine de campagne mobile en 1892, que les Allemands en sont venus à parler de Gulaschkanone (Canon Goulash) parce que la cheminée du poêle ressemblait à une pièce de guerre lorsqu'elle était démontée et repliée pour le remorquage. Au fur et à mesure que la technologie évoluait, de plus grandes remorques ont évolué à mesure que les chevaux disparaissaient au profit de véhicules motorisés qui sont plus capables de transporter des charges plus lourdes. Au cours de la Seconde Guerre mondiale, la cuisine de campagne servait à renforcer le moral des troupes au Royaume-Uni, ce qui s'inscrivait dans la culture de la pause thé et en particulier à la suite de l'expérience réussie de la dame du thé en temps de guerre sur la productivité et le moral. Les grandes cuisines de campagne (désormais appelées couramment "cuisines volantes" en raison de la vitesse plus grande avec laquelle elles peuvent être déployées) peuvent desservir des bataillons entiers.

## Galerie d'images

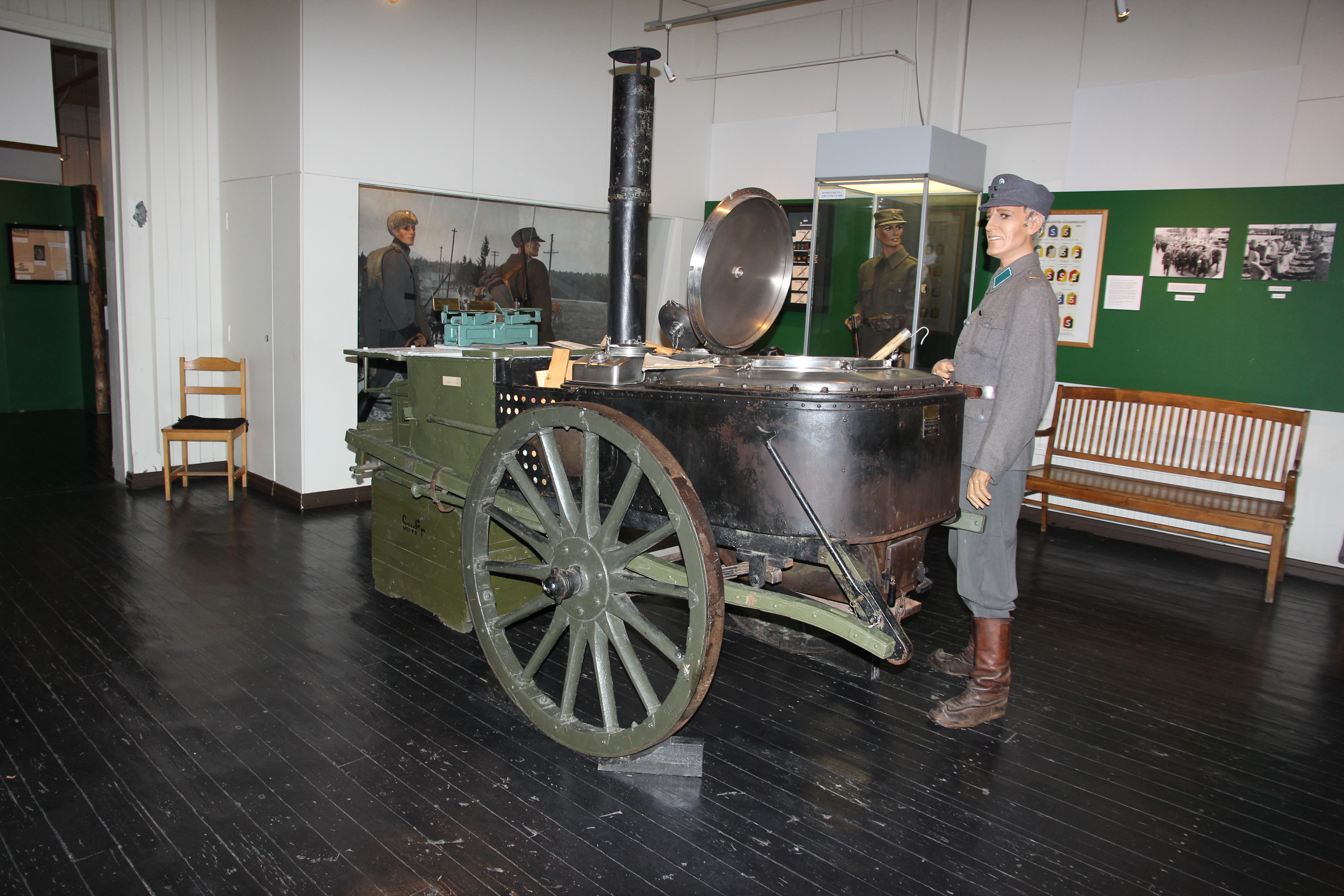
Cuisine de campagne finlandaise

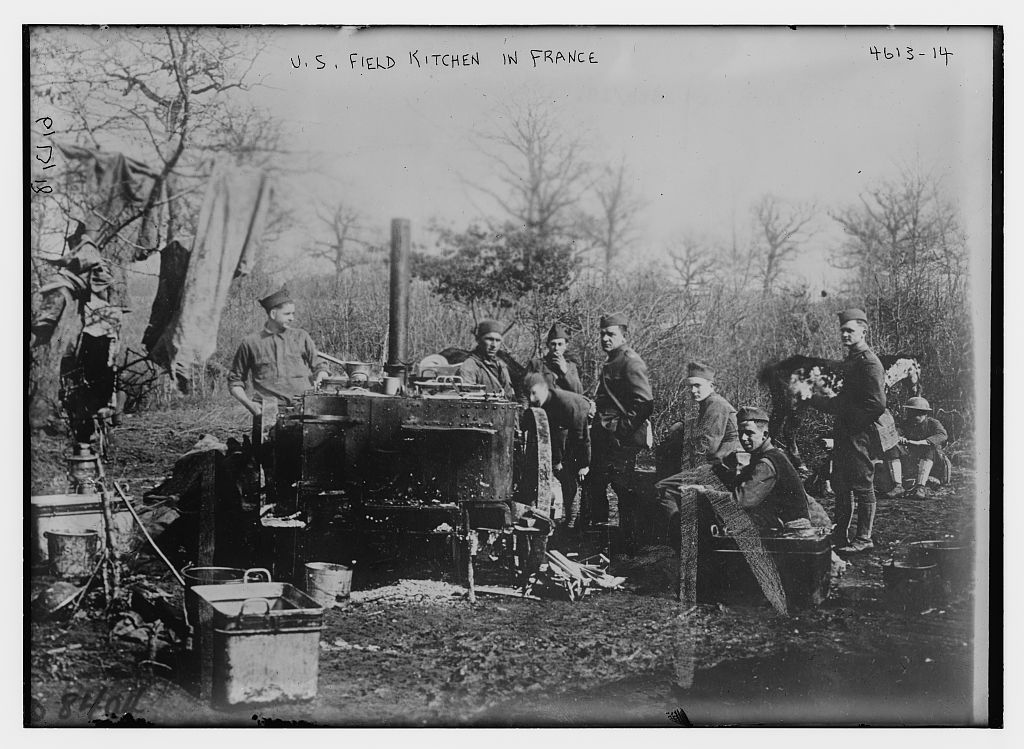
Cuisine de campagne des États-Unis en France durant la Première Guerre mondiale

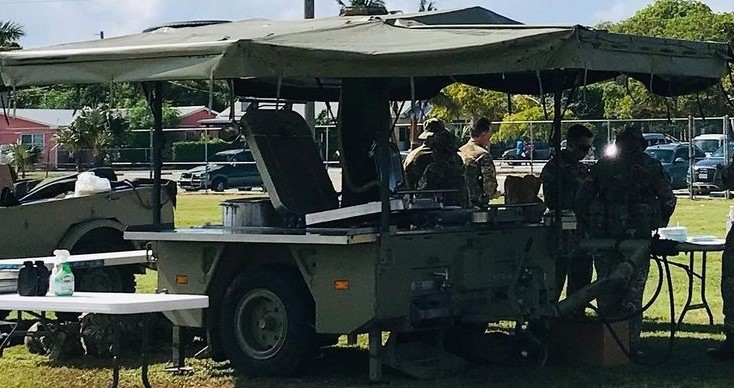
Cuisine de campagne Tactical Field Kitchen TFK 250 du fabricant allemand Koercher Futuretech employé par le Cayman Islands Regiment en 2023